# Konrad Macht
Konrad Macht (* 9. August 1938 in Tretting) ist ein deutscher Anglist, Didaktiker und Hochschullehrer.

## Leben und Wirken
Nach seiner Reifeprüfung 1958 in Pietermaritzburg studierte Konrad Macht von 1960 bis 1962 Anglistik und Mathematik an der Universität Pretoria und erwarb dort 1962 den Bachelorgrad. Von 1963 bis 1965 studierte er dann an der Pädagogischen Hochschule München für das Lehramt an Volksschulen. Die beiden Staatsexamen hierfür absolvierte er 1965 und 1968. Von 1964 bis 1972 arbeitete er als Lehrer im Schuldienst und studierte außerdem von 1967 bis 1973 Pädagogik, Psychologie und Anglistik an der Universität Regensburg. Im Jahre 1973 promovierte er in Regensburg zum Dr. phil. bei Walter Tröger. Von 1972 bis 1974 unterrichtete er an der Pädagogischen Hochschule Regensburg und war dann bis 1987 als Studienrat im Hochschuldienst an der PH Regensburg und ab 1974 an der Pädagogischen Hochschule bzw. Universität Augsburg tätig. Dort habilitierte er sich 1980 für die Didaktik der Englischen Sprache und lehrte ab 1987 als Professor an dieser Universität.
Neben zahlreichen Veröffentlichungen zur Didaktik des Englischunterrichts schrieb Konrad Macht eine dreibändige „Methodengeschichte des Englischunterrichts“.

## Veröffentlichungen (Auswahl)
- Problem: Unterrichtsmotivierung. Intrinsisch contra extrinsisch (= Pädagogik der Gegenwart, Bd. 111). Jugend und Volk, Wien/München 1973, ISBN 3-7141-5336-5 (= Dissertation Universität Regensburg).
- Lernzielkontrolle im Englischunterricht. Auer, Donauwörth 1975, ISBN 3-403-00574-7 (2. Aufl. 1979)
- (mit Rudolf Schlossbauer): Englischunterricht audio-visuell. Auer, Donauwörth 1975, ISBN 3-403-00520-8 (2. Aufl. 1978).
- (mit Konrad Schröder): Moderne Fremdsprachen aus der Sicht von Studienanfängern. In: Die neueren Sprachen, Jg. 1976, H. 3–4, S. 274–292.
- (Mitautor): Das darstellende Spiel im Englischunterricht, in Beispielen dargestellt. Prögel, Ansbach 1977, ISBN 3-7914-0285-4.
- (Mitautor): Daten und Statistiken zum Englischunterricht und zur Sprachenwahl (= Augsburger I&I-Schriften, Bd. 2). Universität Augsburg 1977.
- (mit Konrad Schröder u. Dorothee Langheld): Fremdsprachen in Handel und Industrie. Scriptor-Verlag, Königstein/Ts. 1979, ISBN 3-589-20697-7.
- Handreichung zur Prüfung über den qualifizierenden Abschluss der Hauptschule im Fach Englisch. Auer, Donauwörth 1981.
- Leistungsaspekte des Englischlernens. Die Leistungsanforderungen an den Lernenden im Fach Englisch. Diesterweg, Frankfurt/M. 1982, ISBN 3-425-04208-4 (= Habilitationsschrift Universität Augsburg).
- (mit Friedrich Steiner): Erfolgsfaktoren des Vokalbellernens. Untersuchung zum aktiven englischen Wortschatz von Hauptschulabgängern (= Augsburger I&I-Schriften, Bd. 25). Universität Augsburg 1983, ISBN 3-923549-07-5.
- (mit Konrad Schröder): Wieviele Sprachen für Europa? Fremdsprachenunterricht, Fremdsprachen lernen und europäische Sprachenvielfalt im Urteil von Studierenden des Grundstudiums in Deutschland, Belgien und Finnland (= Augsburger I&I-Schriften, Bd. 24). Universität Augsburg 1983, ISBN 3-923549-05-9.
- Methodengeschichte des Englischunterrichts. Drei Bände (= Augsburger I&I-Schriften, Bde. 35, 39 u. 53). Universität Augsburg 1986–1990.
- (mit Johann R. Nowak): Die Kunst des Fragens. Theorie und Praxis der Frage als didaktisches Steuerungsinstrument (= Augsburger I&I-Schriften, Bd. 72). Wißner, Augsburg 1996, ISBN 3-923549-54-7.
- Vorgezogene 2. und 3. Fremdsprache. In: Französisch heute, Jg. 2000, H. 3, S. 328–342.

Außerdem zahlreiche Aufsätze in Fachzeitschriften sowie Unterrichtswerke.